# Fly Hellas

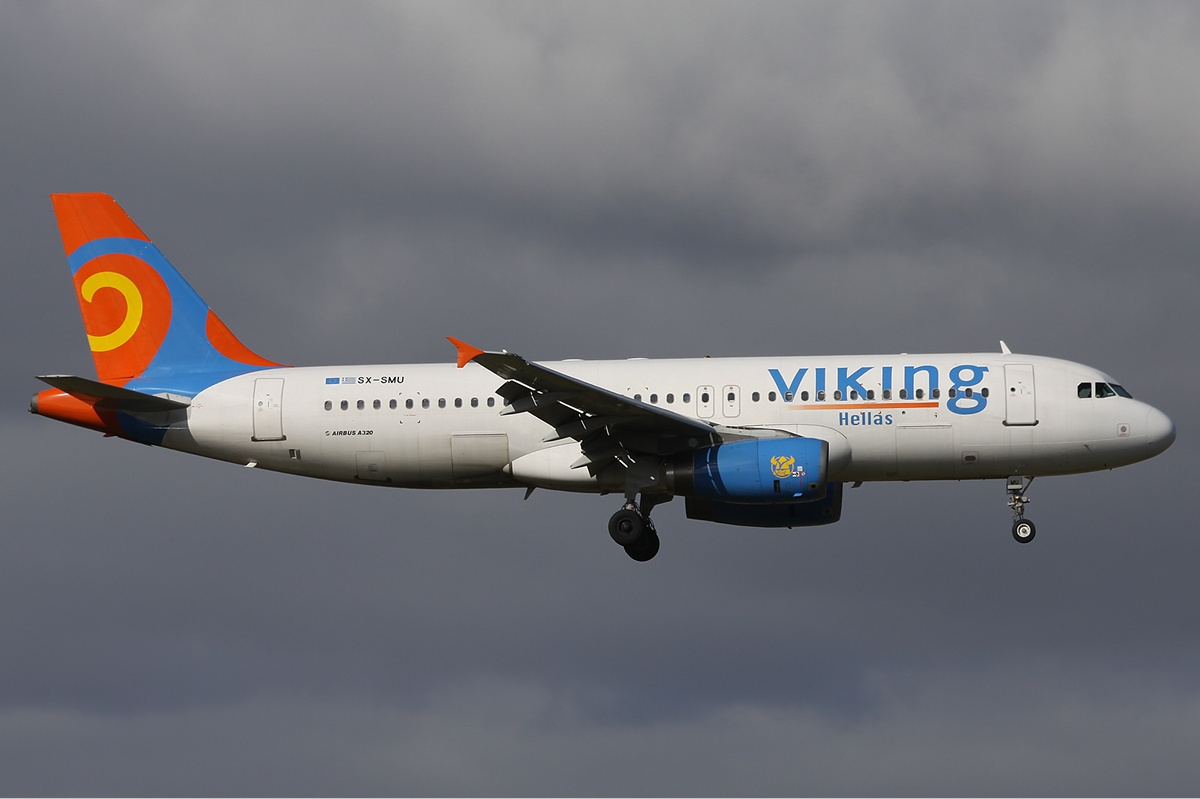
Flugzeug der Viking Hellas

Fly Hellas (auch Viking Hellas) war eine griechische Fluggesellschaft mit Sitz in Athen und Basis auf dem Flughafen Athen-Eleftherios Venizelos.

## Geschichte
Viking Hellas wurde im Oktober 2009 gegründet und nahm den Flugbetrieb im Februar 2010 auf. Sie war bis Frühjahr 2011 eine Tochtergesellschaft der zwischenzeitlich –insolventen schwedischen Viking Airlines. Zum 1. Mai 2011 benannte Viking Hellas ihre Charterdivision in Fly Hellas um, der Linienflugbereich behielt den bisherigen Namen.
Am 2. November 2011 gab die Fluggesellschaft bekannt, dass alle für den November geplanten Flüge ausfallen, nachdem bereits am 28. Oktober in Birmingham 100 Passagiere mit einem Sitzstreik gegen die Stornierung ihres Fluges protestierten. Am 5. Dezember 2011 wurde schließlich bekannt gegeben, dass der Flugbetrieb nicht wieder aufgenommen wird und die Flugzeuge an die Leasinggeber zurückgegeben wurden.

## Ziele
Viking Hellas verband hauptsächlich die irakischen Ziele Bagdad, Erbil und Sulaimaniyya mit Athen und Manchester.

## Flotte
Mit Stand November 2011, kurz vor Einstellung des Flugbetriebs, bestand die Flotte der Viking Hellas aus zwei Flugzeugen:
- 1 Airbus A320-200
- 1 Bombardier Challenger 600[7] (Geschäftsreiseflugzeug)